# Bolzendahlsche Chronik
Die Bolzendahl’sche Chronik, auch Große Helgoländer Chronik genannt, ist eine Chronik für Helgoland über die Jahre 761 bis 1723. Sie besteht aus etwa 160 Seiten. Als Verfasser nennt die Schulchronik der Insel den Lehrer Friedrich Peter Bolzendahl (1770–1823), der 1796 nach Helgoland gekommen war. 
Die ältesten Angaben scheinen der Nordfresischen Chronik von Anton Heimreich entnommen zu sein, die zuerst 1666 erschien. Als weitere Quellen bis 1698 werden das Gerichtsprotokoll, für die Jahre 1698 bis 1713 die Aufzeichnungen des Helgoländer Gerichtsschreibers Christian Stieff und für die Zeit von 1713 bis 1723 Aufzeichnungen des Ratmanns und Gastwirts Hans Broders vermutet.
Nach dem Tode von Friedrich Peter Bolzendahl besaß die Chronik Johann Christian Bolzendahl (1798–1856), Logisbesitzer und Kirchenjurat auf Helgoland. Über eine Tochter erbte die Chronik die Familie Geheimrat Runke in Düsseldorf, von der die Chronik in den Besitz der Familie Kröger Franz in Düsseldorf überging. Im Jahre 1936 wurde die Schrift von der Gemeinde Helgoland erworben. In deren Auftrag führte Johannes Gerbers in Hamburg 1938 die Restaurierung und Bindung durch. Die Chronik wird heute im Museum Helgoland verwahrt. Eine ältere Abschrift der Chronik besaß Eduard Uterhark in Hamburg.